# McCanick
McCanick is een Amerikaans misdaaddrama uit 2013, onder regie van Josh C. Waller. De opnames startten in september 2012 in Philadelphia.
Het was een van de laatste films waarin Cory Monteith speelde, samen met de film All the Wrong Reasons. Beide films werden uitgebracht en gepresenteerd op het Internationaal filmfestival van Toronto van 2013, een paar weken na Monteiths overlijden. 
McCanick werd vanaf 21 maart 2014 in de bioscopen vertoond. Critici reageerden negatief op het clichématige plot van de film en de gebrekkige ontwikkeling van de personages.

## Verhaal
Eugene "Mack" McCanick (David Morse) is een rechercheur die met zijn partner Floyd Intrator (Mike Vogel) de zojuist vrijgelaten crimineel Simon Weeks (Cory Monteith) opjaagt. Tijdens flashbacks wordt duidelijker waarom McCanick opnieuw achter Weeks aan gaat.